# Andělská Hora (hrad)
Andělská Hora (původně nazývaný německy Engelsburg) je zřícenina hradu na kopci Andělská hora v obci Andělská Hora, asi 8,5 km jihovýchodně od Karlových Varů. Hradní zřícenina na vrcholu čedičové homole je dominantou celého okolí. Jádro stavby tvořil vnitřní nebo též horní hrad na nejvyšším místě skalnatého hřebenu. Andělská Hora měla spolu s hradem Bečov chránit rýzmburské panství. Koncem 15. století bylo v podhradí založené městečko Andělská Hora. Od roku 1964 je zřícenina chráněna jako kulturní památka.

## Historie

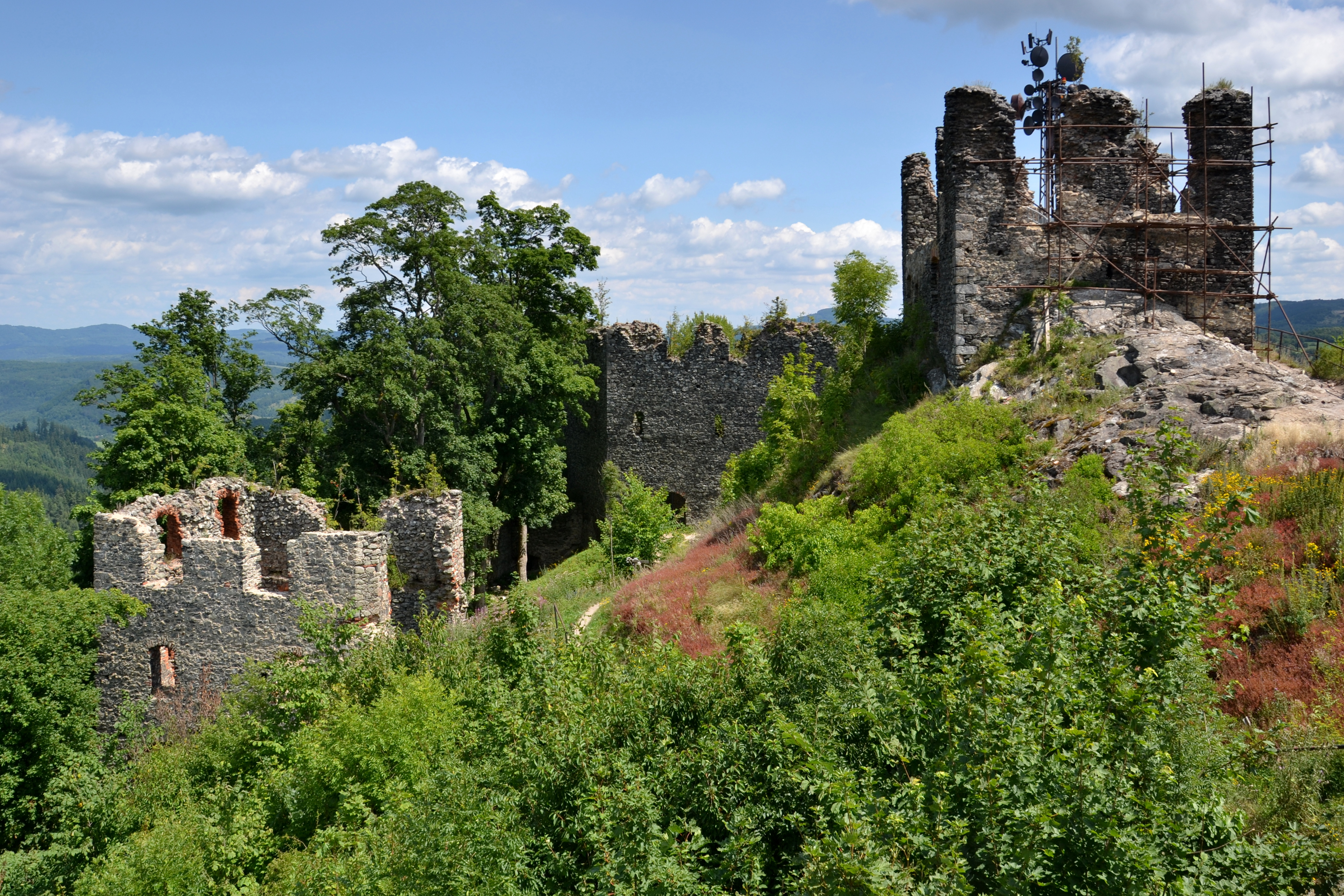
Hradní jádro; zleva: druhá brána, palác, donjon

První písemná zmínka o hradu Andělská Hora (tehdy nazývaný Englburg) pochází z roku 1402, kdy byl jeho majitelem Boreš z Rýzmburka. Jeho syn Boreš postoupil roku 1406 bečovské panství i s Andělskou Horou Oldřichu Zajíci z Házmburka, bratrovi pražského arcibiskupa Zbyňka Zajíce, pravděpodobně výměnou za královský hrad Přimdu. Oldřich Zajíc držel hrad až do své smrti v roce 1414 a poté připadl jako odúmrť královské komoře. Ale už roku 1415 zde vládl loketský purkrabí Janek Maleřík. V roce 1430 obsadil královský hrad husitský hejtman Jakoubek z Vřesovic. Roku 1437 císař Zikmund kancléři Kašparu Šlikovi daroval Loketsko i s Andělskou Horou, kterou vrátil Jakoubek královské komoře. Po Kašparově smrti († 1449) se ujal šlikovského panství jeho bratr Matyáš. Ze strategických důvodů král Jiří z Poděbrad roku 1461 přiměl Šliky, aby mu hrad postoupili. Hrad pak předal jako doživotní zástavu Zbyňku Zajícovi z Hazmburka. Po Zajícově smrti († 1463) dal král hrad svému synovi Hynkovi a rozšířil panství o Radošov, Šemnici a dalších osm vesnic. Hynek však v témže roce předal hrad královskému komorníkovi Janovi ze Štampachu s podmínkou, že bude vždy Poděbradským otevřen. Po vypuknutí války mezi panovníkem a Zelenohorskou jednotou se roku 1466 zmocnil hradu člen jednoty, míšeňský markrabí Jindřich II. z Plavna. Až roku 1469 dobylo královské vojsko hrad zpět.

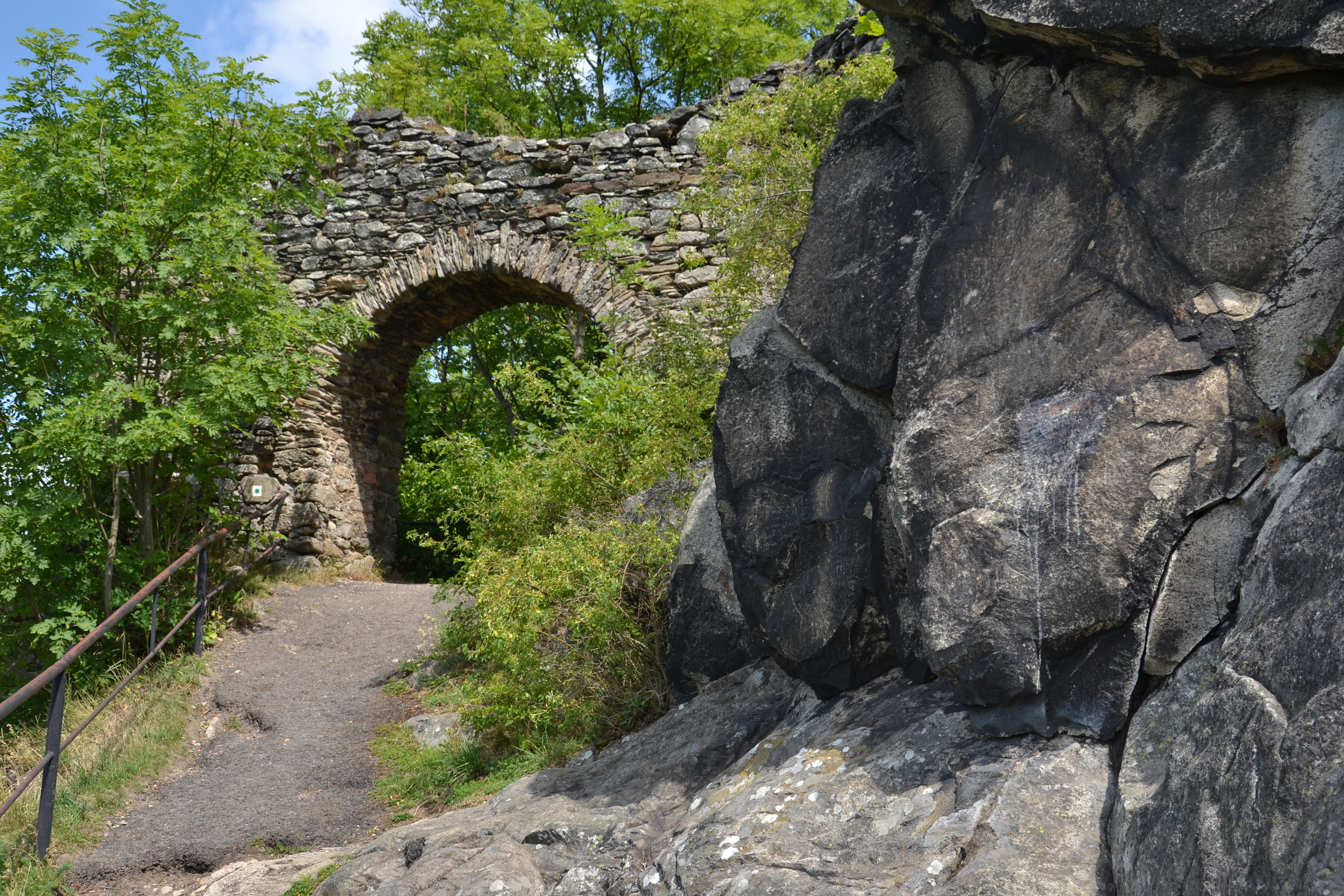
První brána

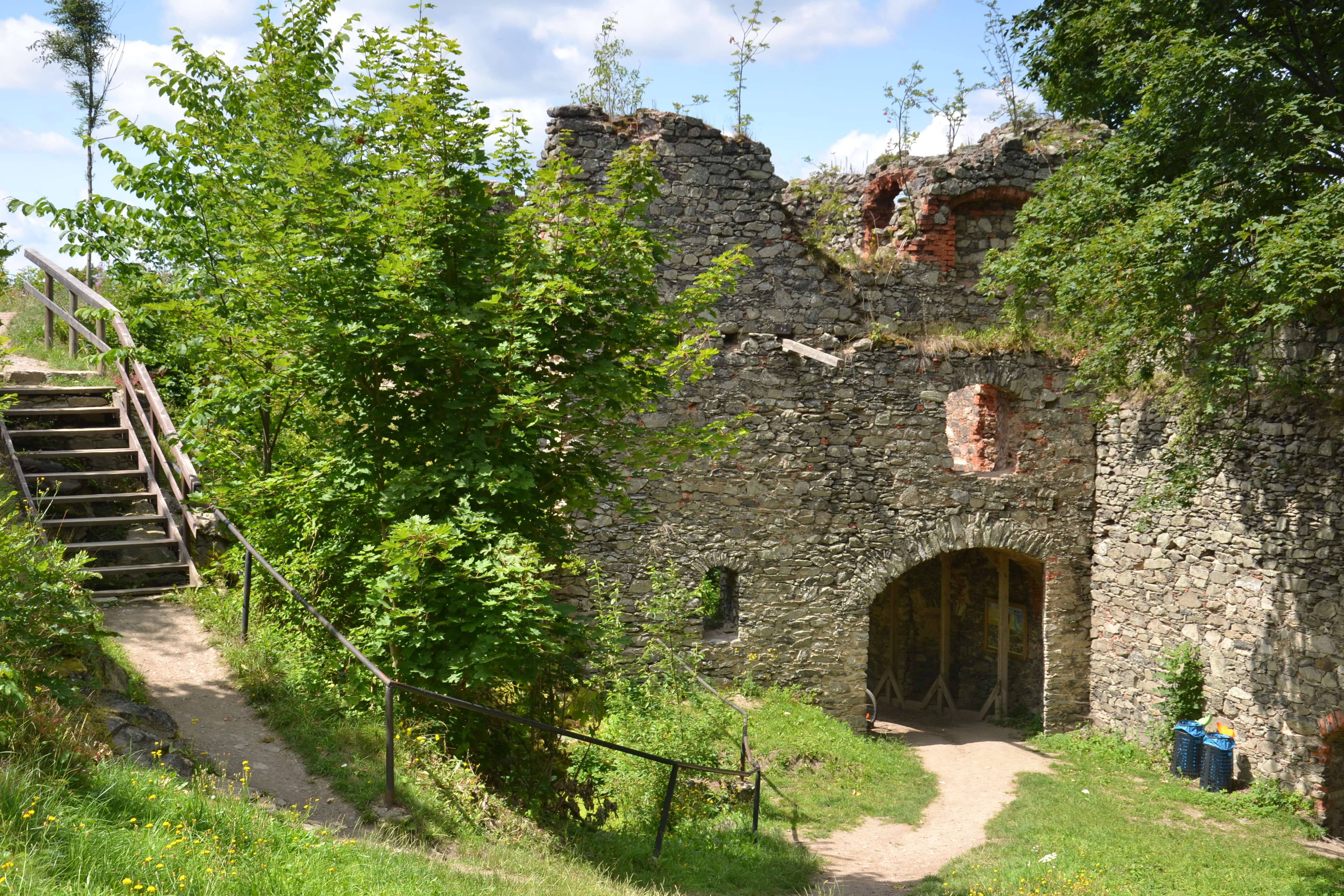
Nádvorní strana budovy druhé brány

Po nástupu Vladislava II. na český trůn (1471) obnovil Jindřich III. z Plavna rodové nároky na hrad. K navrácení došlo roku 1482 při jednání v Mostě. Jindřich sice ztratil v Sasku Plavno, ale získal v Čechách hrady Bečov a Andělskou Horu. Když v roce 1496 prodal Bečov, stala se Andělská Hora sídlem rodového panství. V majetku rodiny zůstal hrad do roku 1565, kdy jej získali vzdáleně příbuzní Lobkovicové. Mikuláš Hasištejnský z Lobkovic roku 1567 prodal hrad svému švagru Jindřichu z Fictumu. Po jeho smrti koupil hrad Kašpar Colonna z Felsu. Jeho syn Linhart se účastnil stavovského povstání, za což byl posléze odsouzen ke ztrátě cti i všeho majetku. Roku 1622 koupil Andělskou Horu s nedalekým Hartenštejnem a Činovem od královské komory císařský rada Heřman Černín z Chudenic, který zde ale nežil. Za třicetileté války v roce 1635 obsadili a vydrancovali hrad Švédové a hrad byl pouze udržován. Jeho zkázu dovršil velký požár v roce 1718 a hrad je od té doby neobyvatelný.
V šedesátých až osmdesátých letech patnáctého století, kdy se Andělská Hora stala sídlem plavenského panství, došlo k rozsáhlé pozdně gotické přestavbě. Hrad byl rozšířen o nové opevnění hradního jádra a o předhradí s branami. Tato nákladná přestavba plavenské panství zadlužila. Za Jindřicha IV. z Plavna byl v polovině 16. století postaven renesanční dvoupatrový palác se sklípkovými klenbami v patře, jehož neobvyklý pětiúhelníkový půdorys byl dán tvarem terénu.
Po Heřmanu Černínovi zdědil roku 1652 kysibelské panství včetně hradu Andělská Hora jeho prasynovec Humprecht Černín z Chudenic. Černínové vlastnili toto panství až do roku 1734, kdy je prodali rodu Hartigů. Hartigové vlastnili hrad do roku 1794 a poté se zde vystřídala řada majitelů, až se roku 1868 vrátil opět do majetku Černínů. Ti jej vlastnili až do roku 1945, kdy jim byl zkonfiskován.
Na zříceninu hradu se vydávali i lázeňští hosté z Karlových Varů. Johann Wolfgang von Goethe zde oslavil svoje 37. narozeniny.
Radnice obce Andělská Hora připravuje projekt, v jehož rámci mají na hradě proběhnout záchranné a konzervační práce. Dosud však není zřejmé, kdo bude jeho majitelem – nejsou totiž vyřešené restituční nároky Černínů, kteří se o něj přihlásili. Dokud soud o restitučním nároku nerozhodne, stavba formálně patří majiteli pozemku, tedy obci.
Na hradě se natáčel film Balada pro banditu.

## Stavební podoba

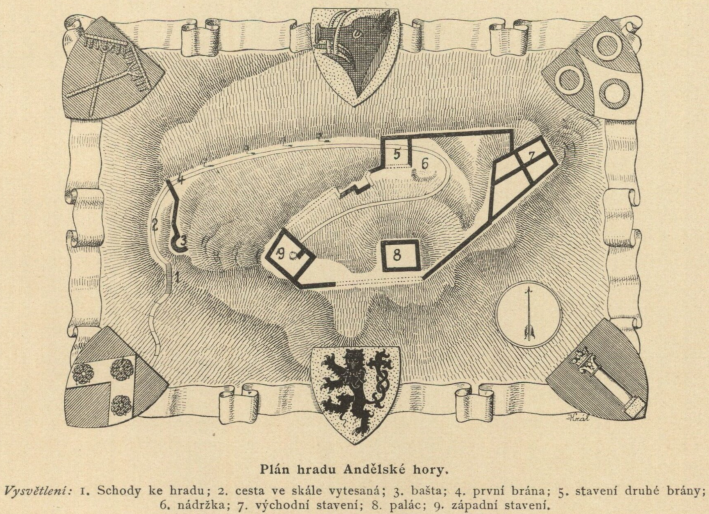
Plán hradu Andělská Hora (V. Král z Dobré Vody, 1905)

Nejstarší část hradu je čtverhranná obytná věž na nejvyšším místě skály. Blíže neurčená stavba stála také v místech pozdějšího renesančního paláce a opevnění bylo v některých místech vzhledem ke konfiguraci terénu pouze dřevěné. Po výstavbě východního paláce vznikla také hradba okolo nádvoří, která byla pod nejvyšším místem skály zpevněna polookrouhlou baštou, ale ta zcela zanikla. Hradba dále pokračovala k plošině nad první branou, kde stála další podsklepená budova. Opevnění přístupové cesty vzniklo ve dvou etapách. Čelní stranu zajistila hradba prolomená množstvím střílen s dochovanými kapsami na zaklesnutí hákovnice a zesílená polygonální baštou. Cestu mezi první a druhou branou chránila pouze dřevěná stěna. Dochované otvory bran pochází až z úprav provedených v polovině sedmnáctého století. Jejich cílem bylo na pokyn císaře Ferdinanda III. snížit obranyschopnost hradu.